# Majestic 12

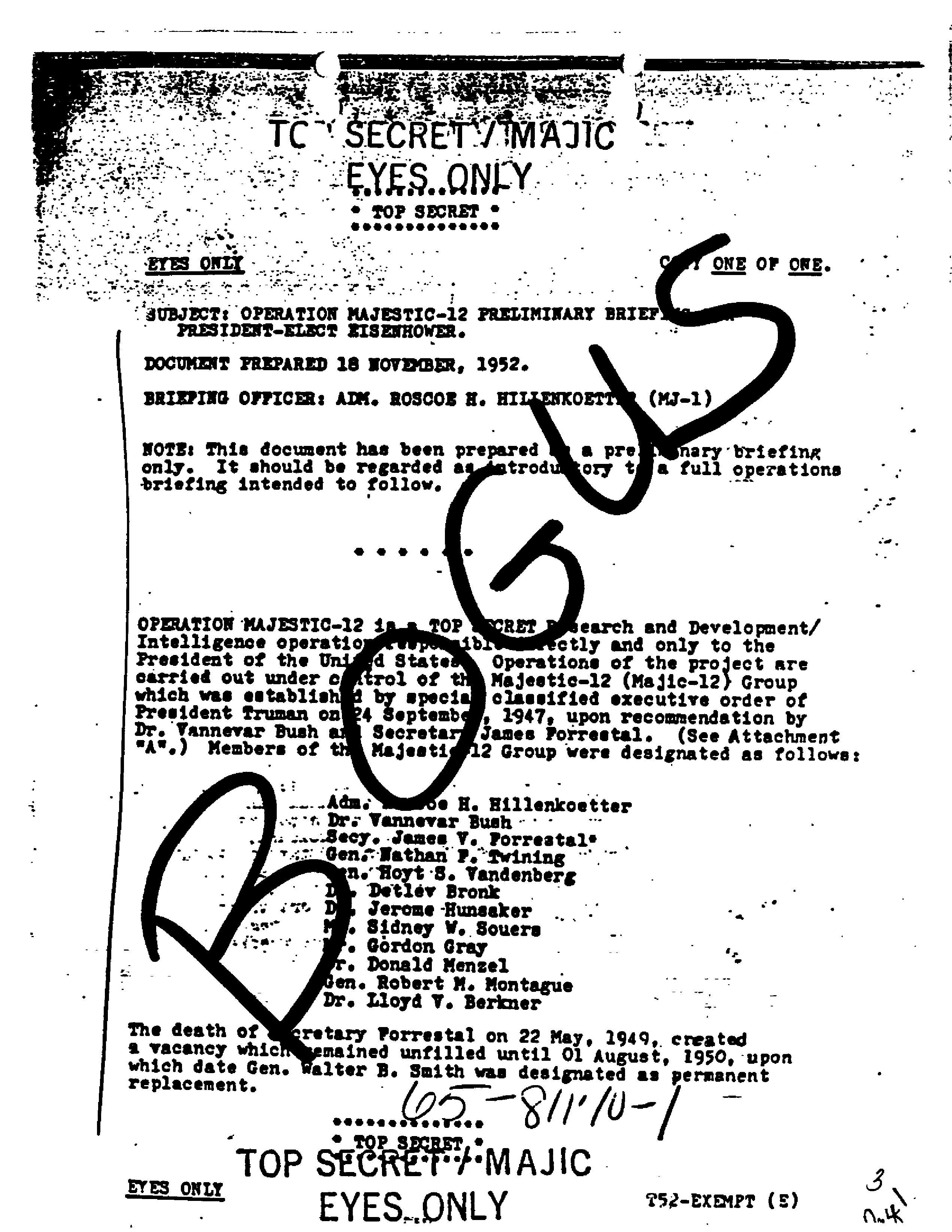
Primeira página do documento com anotações do FBI

Os 12 Majestosos ou Majestic 12 (às vezes escrito apenas como MJ-12 ou MJ-XII) foi uma fraude envolvendo documentos falsos alegando a existência de um comitê que englobaria cientistas de alto nível, líderes militares e altos funcionários do governo norte-americano, criado supostamente em 1947 e dirigido pelo então presidente dos Estados Unidos Harry S. Truman.
Teria por finalidade investigar a atividade dos objetos voadores não identificados (OVNIs) no chamado "Caso Roswell", onde supostamente uma nave espacial alienígena teria caído próximo a localidade de Roswell, no Novo México-EUA, em julho de 1947. Este alegado comité seria responsável pela divulgação de diversas teorias, cuja finalidade seria a ocultação de diversos acontecimentos decorrentes da ação dos OVNIs.
Investigações do FBI e uma análise independente de Joe Nickell, proeminente investigador cético de fenômenos paranormais, provaram que os documentos são falsos. Uma das maiores evidências é que foi encontrada uma carta original do presidente Harry Truman, de 1 de outubro de 1947, cuja assinatura foi fotocopiada e reproduzida pelo(s) falsário(s) nos documentos MJ-12.

## Supostos membros
Os seguintes indivíduos foram descritos nos documentos do Majestic 12 como "membros designados" do Majestic 12.
- Lloyd Berkner
- Detlev Bronk
- Vannevar Bush
- James Forrestal
- Gordon Gray
- Roscoe H. Hillenkoetter
- Jerome Clarke Hunsaker
- Donald H. Menzel
- Robert M. Montague
- Sidney Souers
- Nathan F. Twining
- Hoyt Vandenberg